# 竹田郵便局
竹田郵便局
- （たけたゆうびんきょく） - 大分県竹田市にある郵便局。本記事にて記述する。
- （たけだゆうびんきょく） - 兵庫県朝来市にある郵便局。局番号は43050。

竹田簡易郵便局（たけだかんいゆうびんきょく）
- 福井県坂井市にある簡易郵便局。局番号は33742。

竹田郵便局（たけたゆうびんきょく）は、大分県竹田市竹田町97-2にある郵便局。民営化前の分類では集配普通郵便局であった。

## 沿革
- 1872年（明治5年）旧7月 - 岡郵便取扱所として開設[1]。
- 1873年（明治6年） - 岡郵便役所となる。
- 1875年（明治8年）1月1日 - 岡郵便局（四等）となる。同年、為替取扱を開始。
- 1875年（明治8年）10月 - 竹田郵便局に改称。
- 1879年（明治12年） - 貯金取扱を開始。
- 1894年（明治27年）3月21日 - 竹田郵便電信局となる。
- 1903年（明治36年）4月1日 - 通信官署官制の施行に伴い竹田郵便局となる。
- 1949年（昭和24年）3月1日 - 特定郵便局から普通郵便局に局種別改定[2]。
- 1956年（昭和31年）10月11日 - 電話通話および和文電報受付事務の取扱を開始[3]。
- 1961年（昭和36年）7月11日 - 玉来郵便局から集配業務を移管。
- 2000年（平成12年）8月14日 - 外国通貨の両替および旅行小切手の売買に関する業務取扱を開始。
- 2006年（平成18年）10月8日 - 城原郵便局から集配業務を移管[4]。
- 2007年（平成19年）10月1日 - 民営化に伴い、併設された郵便事業竹田支店に一部業務を移管。
- 2012年（平成24年）10月1日 - 日本郵便株式会社発足に伴い、郵便事業竹田支店を竹田郵便局に統合。

## 取扱内容
- 郵便、印紙、ゆうパック、内容証明
- 貯金、為替、振替、振込、国際送金、国債、投資信託
- 生命保険、バイク自賠責保険、自動車保険
- ゆうちょ銀行ATM
- 竹田市内の一部地域の集配業務
- ゆうゆう窓口

## 周辺
- 竹田市立図書館
- 大分県立竹田高等学校
- 竹田南高等学校
- 広瀬神社
- 廣瀬武夫記念館
- 山頭火秋山巌版画館
- 国道502号
- 稲葉川

## アクセス
- JR豊肥本線 豊後竹田駅から徒歩約11分
- 大野竹田バス 久戸谷停留所下車
- 駐車場あり：10台